# Foot of Ten
Foot of Ten es un lugar designado por el censo ubicado en el condado de Blair en el estado estadounidense de Pensilvania. En el año 2010 tenía una población de 672 habitantes y una densidad poblacional de 448 personas por km².

## Geografía
Foot of Ten se encuentra ubicado en las coordenadas 40°25′5″N 78°27′41″O / 40.41806, -78.46139.. Según la Oficina del Censo de los Estados Unidos, Foot of Ten tiene una superficie total de 0,58 mi² (1,5 km²), de la cual 0,58 mi² (1,5 km²) corresponden a tierra firme y 0 mi² (0 km²) es agua.